# Polizei Baden-Württemberg

Polizeistern Baden-Württemberg

Die Polizei Baden-Württemberg ist die Landespolizei des deutschen Landes Baden-Württemberg mit etwa 35.000 Beamten und Tarifbeschäftigten, davon rund 29.000 Polizeibeamten. Neben dem Polizeivollzugsdienst, der in den Aufgabenbereich der Landespolizei fällt, gibt es in Baden-Württemberg noch die so genannten Polizeibehörden.

## Geschichte

### Gemeindepolizeien in der amerikanischen Besatzungszone
Nach der Kapitulation des Deutschen Reichs 1945 übernahm zunächst die amerikanische Besatzungsmacht die Wahrnehmung aller staatlichen Gewalt auf dem Gebiet des Landes Württemberg-Baden. Gemeinden mit mehr als 20.000 Einwohnern wurden von der Militärregierung verpflichtet, zur Gewährleistung der inneren Sicherheit eine eigene Gemeindepolizei, die Bestandteil der kommunalen Verwaltung war, aufzustellen. Für Gemeinden unter 5.000 wurde die Landespolizei eingerichtet. Diese wurde dem Innenministerium unterstellt, wurde vom Chef der Landespolizeidirektion geleitet und gliederte sich in die uniformierte Polizei, eine Wirtschaftsabteilung und eine Kriminalabteilung. Gemeinden zwischen 5.000 und 20.000 Einwohnern durften entscheiden, ob ihr Gebiet zum Zuständigkeitsbereich der Landespolizei gehören sollte oder ob die Gemeinde den Polizeivollzugsdienst durch eine eigene kommunale Polizei wahrnahm. Die Uniformen der Stadt- bzw. Gemeindepolizeien unterschieden sich am Abzeichen und in der Farbe (blau statt grün) von denen der Landespolizei. Die Stadt- und Gemeindepolizeien nahmen daneben auch die Aufgaben des Ordnungsamtes wahr.
Auf Anordnung der US-amerikanischen Militärregierung beschränkten sich die Kompetenzen der neu aufgestellten Polizei zunächst lediglich auf den polizeilichen Einzeldienst. Der Einsatz stärkerer Machtmittel blieb vorerst der Militärregierung vorbehalten, weshalb keine Bereitschaftspolizei-Einheiten oder ähnliche Kräfte vorgehalten werden durften. Erst am 27. Oktober 1950 kamen die Alliierten, der Bund und die Länder in einem Verwaltungsabkommen überein, dass die Bundesländer im Rahmen der fortschreitenden Rückübertragung von Hoheitsrechten auf die junge Bundesrepublik zur eigenständigen Sicherung der inneren Staatssicherheit Bereitschaftspolizeien als besondere Polizeieinheiten aufstellen durften, unabhängig von den bereits vorhandenen Kräften im Polizeivollzugsdienst.

### Verstaatlichung der Gemeindepolizeien

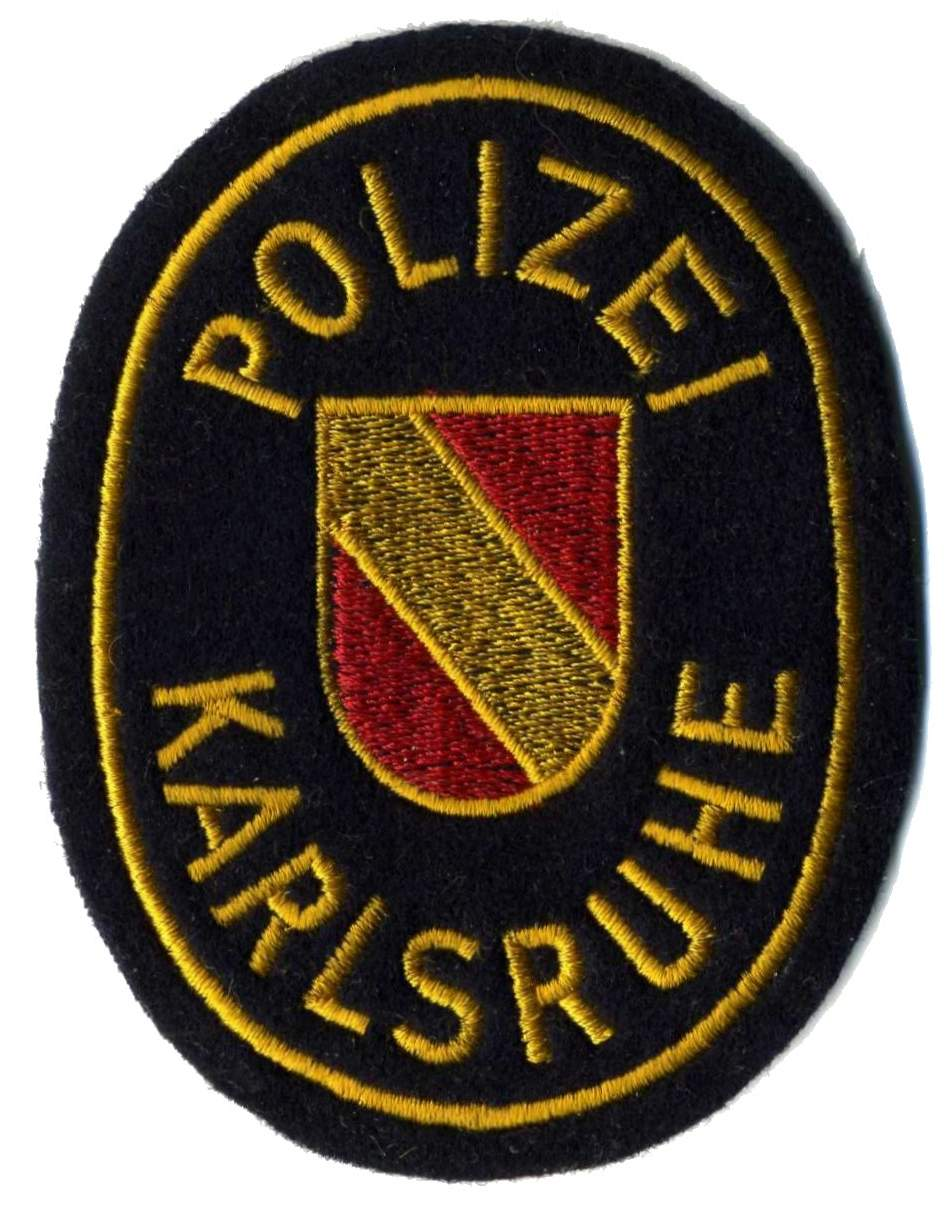
Ehemaliges Abzeichen der Stadtpolizei Karlsruhe

Das Polizeigesetz in dem im April 1952 gebildeten Bundesland Baden-Württemberg gestattete die Aufstellung eines eigenen kommunalen Polizeivollzugsdienstes nur noch Städten mit mehr als 75.000 Einwohnern. Von dieser Möglichkeit machten lediglich Karlsruhe, Mannheim, Stuttgart und Pforzheim Gebrauch. Die übrigen Stadt- und Gemeindepolizeien in Baden-Württemberg wurden aufgelöst und der Polizeivollzugsdienst der Landespolizei übertragen. Allerdings war auch in den vier oben genannten Großstädten die Kostenerstattung für die kommunalen Polizeien nur unzureichend, so dass in den 1960er Jahren Bestrebungen der Städte aufkamen, die Polizei wieder vollständig dem Land Baden-Württemberg zu übergeben. Zu Beginn der 1970er Jahre forderte zudem die Bundesregierung aus Sicherheitsgründen das Ende der Gemeindepolizeien. Mit der Verstaatlichung der Polizei 1972 in Mannheim und 1973 in Stuttgart endete das kommunale Zwischenspiel der Polizeien in Baden-Württemberg wieder.

### Verwaltungsreform 2005
Zum 1. Januar 2005 wurde die Organisation der Polizei im Rahmen der Verwaltungsreform grundlegend verändert. Die bislang selbstständigen Landespolizeidirektionen (LPD) Freiburg, Karlsruhe, Stuttgart I und Tübingen wurden als Abteilung 6 in die jeweiligen Regierungspräsidien eingegliedert. Die Leiter der Landespolizeidirektionen waren zuvor schon Referatsleiter im Regierungspräsidium. Die Regierungspräsidien führten die Fach- und Dienstaufsicht über die ihnen nachgeordneten Polizeidirektionen in den Stadt- und Landkreisen. Die Landespolizeidirektion Stuttgart II, welche nur für den Stadtkreis Stuttgart zuständig war, wurde zum Polizeipräsidium Stuttgart, welches direkt dem Innenministerium Baden-Württemberg unterstellt wurde. Die Autobahnpolizeidirektionen wurden aufgelöst. Ihre Aufgaben wurden fortan dezentral von den Polizeidirektionen und Polizeipräsidien selbst wahrgenommen. Die nur im Bereich der LPD Tübingen bestehende Verkehrspolizeiinspektion Tübingen, welche die Aufgaben der Verkehrspolizei im ganzen Dienstbezirk wahrnahm, wurde ebenfalls aufgelöst und ihre Aufgaben den Polizeidirektionen übertragen, wie dies in den anderen Bezirken schon zuvor üblich war.
Ferner wurden die Wasserschutzpolizeiinspektionen, welche die Leitung über jeweils einen Abschnitt (Rhein, Neckar und Bodensee) hatten, aufgelöst. Die Aufgaben der Wasserschutzpolizeidirektion übernahm das Regierungspräsidium Karlsruhe landeseinheitlich am Sitz Mannheim. Die bislang den jeweiligen Dienststellen unterstellten Wasserschutzpolizeistationen und -posten sowie die Autobahnpolizeireviere wurden den Direktionen und Präsidien unterstellt. Der Wirtschaftskontrolldienst wurde ganz aufgelöst und seine Aufgaben den Stadt- und Landkreisen übertragen.

### Polizeistrukturreform 2012
In Folge der Landtagswahl in Baden-Württemberg 2011 wurde die jahrzehntelang regierende CDU abgewählt und im Mai 2011 das grün-rote Kabinett Kretschmann I gebildet. 
Der Beginn des Projekts „Polizeistrukturreform 2012“ wurde Ende September 2011 bekannt gegeben. Ende Januar 2012 stellte Innenminister Reinhold Gall ein Eckpunktepapier zu einer möglichen grundsätzlichen Polizeistrukturreform in Baden-Württemberg vor. Statt der bisher 37 den Stadt- und Landkreisen entsprechenden Polizeidirektionen und Polizeipräsidien wurde die Reduzierung auf zwölf regionale Polizeipräsidien mit Sitz in Mannheim, Heilbronn, Karlsruhe, Ludwigsburg, Stuttgart, Aalen, Reutlingen, Ulm, Offenburg, Freiburg im Breisgau, Tuttlingen und Ravensburg vorgeschlagen. Zusätzlich wurde die Einrichtung des Polizeipräsidium Einsatz vorgesehen, dem neben den Einsatzeinheiten der Bereitschaftspolizei die Spezialeinheiten, die Hubschrauberstaffel und die Wasserschutzpolizei nachgeordnet werden sollten. Weiterhin wurde die Einrichtung eines Präsidiums Technik, Logistik, Einsatzunterstützung und eines Präsidiums Bildung und Personalgewinnung angeregt. Für die Kriminalpolizei sah das Eckpunktepapier eine Gliederung in zwölf regional zuständige Kriminalpolizeidirektionen mit jeweils acht verrichtungsorientierten Kriminalinspektionen und eigenem Kriminaldauerdienst vor. Die Kriminalpolizeidirektionen sollten den zwölf Polizeipräsidien angegliedert werden. Die bisherige Struktur der 150 Polizeireviere und rund 360 Polizeiposten sollte unverändert belassen werden.
Ende März 2012 stellten Ministerpräsident Winfried Kretschmann, Finanz- und Wirtschaftsminister Nils Schmid und Innenminister Reinhold Gall den Flächenzuschnitt der Dienstbezirke der zukünftigen Polizeipräsidien vor. Dieser wurde vom Eckpunktepapier übernommen, auch die Sitze der geplanten zwölf Kriminalpolizeidirektionen wurden bekannt gegeben. Diese sollten ihren Sitz in Böblingen, Esslingen am Neckar, Freiburg im Breisgau, Friedrichshafen, Heidelberg, Heilbronn, Karlsruhe, Offenburg, Rottweil, Stuttgart, Ulm und Waiblingen haben. Zusätzlich wurden örtlich zuständige Kriminalkommissariate an allen Sitzen der ehemaligen Polizeidirektionen bzw. Polizeipräsidien vorgesehen.
Anfang Juni 2012 wurden die zwölf Standorte der zukünftigen Verkehrspolizeidirektionen bekannt gegeben, die ebenfalls den regionalen Polizeipräsidien nachgeordnet werden sollten und künftig zentral die verkehrspolizeilichen Aufgaben von den Polizeirevieren übernehmen sollten. Vorgesehen waren Dienstsitze in Baden-Baden, Freiburg, Heidenheim an der Brenz, Karlsruhe, Kirchberg an der Jagst, Mannheim, Sigmaringen, Stuttgart, Stuttgart-Vaihingen, Tübingen, Weinsberg und Zimmern ob Rottweil. Ende Juli 2012 wurden ein zusätzlich vorgesehener Standort eines Kriminalkommissariats in Bruchsal sowie die Standorte der 14 vorgesehenen Verkehrskommissariate in Heidelberg, Walldorf, Tauberbischofsheim, Pforzheim, Aalen, Backnang, Offenburg, Esslingen, Mühlhausen im Täle, Laupheim, Weil am Rhein, Waldshut-Tiengen, Mühlhausen-Ehingen und Kißlegg veröffentlicht.
Mitte Dezember 2012 stimmte die baden-württembergische Landesregierung der Polizeireform abschließend zu. Die Reformkosten wurden auf 123 Millionen Euro beziffert. Als Ziel der Reform wurde neben der deutlichen Reduzierung der Standorte eine sozialverträgliche Umstrukturierung postuliert. Zudem sollte die Leitungsebene der Polizei verschlankt werden und dafür mehr Personal „vor Ort“ in den Revieren und Posten eingesetzt werden. 620 Stellen des Polizeivollzugsdienstes und 240 Stellen des Nichtvollzugsdienstes sollten freigesetzt werden, um insbesondere die Streifendienste zu stärken. Die Opposition im Landtag von Baden-Württemberg stellte in der Folge alle Reformziele in zahlreichen Plenardebatten, Innenausschuss-Sitzungen und über 100 Landtagsanfragen auf den Prüfstand. Insbesondere die Zuschnitte, die Umsetzungskosten und das errechnete Verstärkungspotential wurden in Frage gestellt. Aus Sicht der Opposition stellte die Polizeireform zudem einen Rückzug aus dem ländlichen Raum dar.
Die konzeptionelle und rechtliche Umsetzung der Polizeistrukturreform war bis zum 1. Quartal 2013 vorgesehen. Die Gesamtprojektverantwortung wurde dem damaligen Inspekteur der Polizei Baden-Württemberg Gerhard Klotter übertragen. Im Sinne der geforderten sozialverträglichen Umsetzung konnten ab Mitte März 2013 alle Beschäftigten der Polizei Baden-Württemberg ihre Verwendungswünsche, Negativabgrenzungen und persönlichen beziehungsweise sozialen Belange in einem Interessenbekundungsverfahren mitteilen. 15.883 Beschäftigte der Polizei nahmen teil und gaben einen oder mehrere Verwendungswünsche ab.
Am 18. Juli 2013 verabschiedete der Landtag von Baden-Württemberg mit den Stimmen der Regierungskoalition das Polizeistrukturreformgesetz zur Umsetzung der Polizeireform. Wenige Tage später wurden die künftigen Polizeipräsidenten der Polizeipräsidien bekannt gegeben. Durch den Wechsel von Wolf-Dietrich Hammann zum Integrationsministerium, die Ernennung von Gerhard Klotter zum Landespolizeipräsidenten und die Berufung des als Präsidenten für das künftige Polizeipräsidium Mannheim vorgesehenen Detlef Werner zum Inspekteur der Polizei wurde eine Nachnominierung erforderlich. Die Polizeireform trat schließlich am 1. Januar 2014 in Kraft, wodurch die Polizei Baden-Württemberg ihren bisher dreistufigen Organisationsaufbau (Landespolizeipräsidium – Landespolizeidirektionen – Polizeidirektionen bzw. Polizeipräsidien) zugunsten einer zweistufigen Struktur (Landespolizeipräsidium – Polizeipräsidien) verlor.
Am 15. Januar 2014 wurde die Berufung von neun Polizeipräsidenten sowie weiterer 14 Führungskräfte vom Verwaltungsgericht Karlsruhe für nichtig erklärt. Das Innenministerium verzichtete auf eine Beschwerde und schrieb die Stellen neu aus.

### Korrektur der Polizeireform 2017

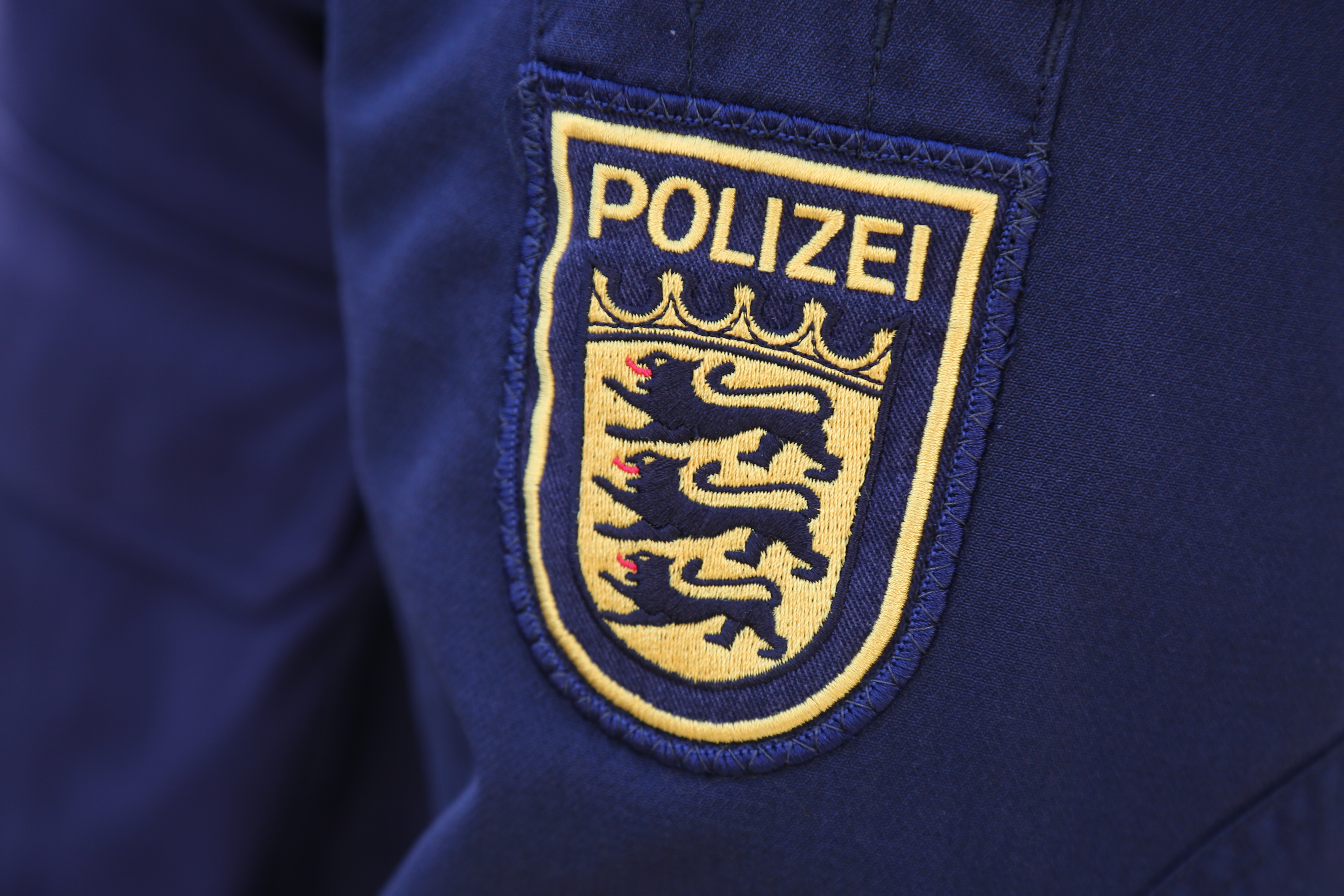
Ärmelabzeichen der Polizei Baden-Württemberg

Anfang des Jahres 2017 wurden mehrere Vorschläge zur Korrektur der Polizeistrukturreform von 2012 diskutiert. Aufgrund der teilweise langen Anfahrtszeiten zu Verkehrsunfällen durch die Bündelung der Verkehrspolizei an zwölf regional zuständigen Standorten schlug eine von der grün-schwarzen Landesregierung eingesetzte Projektgruppe die Verschlankung der Polizeipräsidien durch Auflösung der Verkehrspolizeidirektionen vor. Die Aufgaben der Verkehrspolizei sollen demnach wieder dezentral den Polizeirevieren übertragen werden.
Darüber hinaus kam es zu einer Diskussion um die Anzahl und Dienstbezirke der regionalen Polizeipräsidien. Während die CDU-Fraktion im Landtag von Baden-Württemberg und eine Expertengruppe eine Erweiterung von zwölf auf 14 Polizeipräsidien präferierte, hielten die Abgeordneten der Grünen zunächst an der bisherigen Struktur mit zwölf Präsidien fest. Schließlich einigte man sich im Juli 2017 auf einen Kompromiss, der die Auflösung des bisherigen Präsidiums in Tuttlingen, die Einrichtung von zwei neuen Präsidien in Ravensburg und Pforzheim und damit die Erweiterung auf 13 regionale Polizeipräsidien beinhaltet. Die Korrekturvorschläge würden Schätzungen zufolge Kosten in Höhe von rund 72 Millionen Euro verursachen und stießen bei der Opposition im Landtag und der Deutschen Polizeigewerkschaft (DPolG) auf teils scharfe Kritik. Die DPolG befürchtet unter anderem eine spürbare Verschlechterung der Sicherheit in Baden-Württemberg.

## Auftrag

### Aufgaben

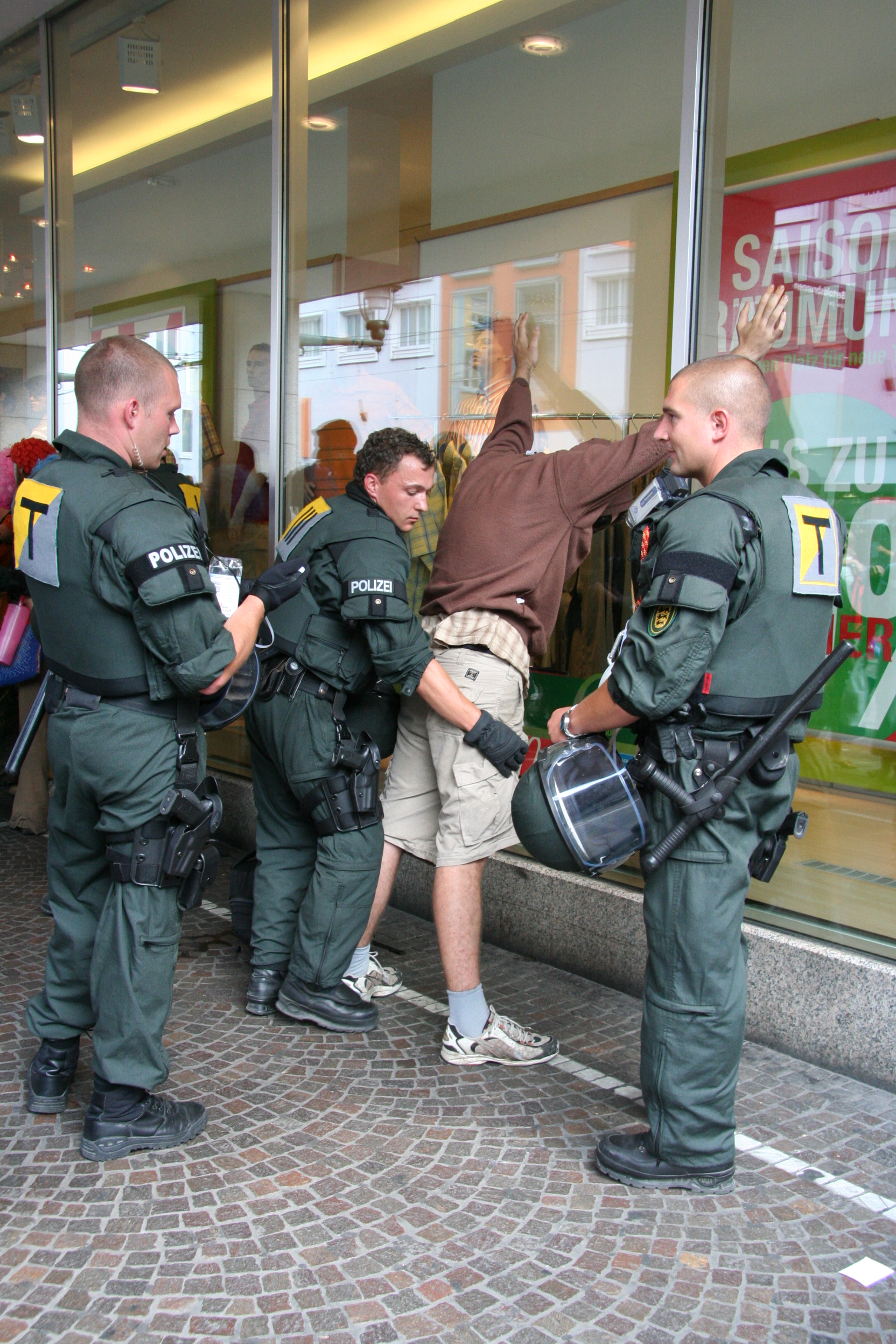
Durchsuchung einer Person in Freiburg im Breisgau

Auftrag ist die Gewährleistung der öffentlichen Sicherheit und Ordnung. Als Strafverfolgungsbehörde geht sie gegen ordnungswidrige und strafbare Handlungen vor, ermittelt Täter und analysiert Tatmuster. Eine weitere Aufgabe ist die Gefahrenabwehr im Bereich der inneren Sicherheit, das heißt, die Verhütung oder Unterbindung von rechtswidrigen Handlungen jeder Art. Im Rahmen der Verkehrsüberwachung regelt sie Verkehrsströme und hat eine tragende Rolle in der Notfallhilfe (Notruf). Ferner sorgt die Polizei in enger Kooperation mit Behörden für die Verbrechensprävention, um bereits im Vorfeld mögliche Straftaten zu erkennen und zu verhindern. Bei jedem Ermessen, das die Polizei ausübt, gilt der Grundsatz der Verhältnismäßigkeit aus dem Grundgesetz (GG), der sich schriftlich in § 5 PolG niederschlägt.
Grundsätzlich obliegt die Gefahrenabwehr den Polizeibehörden (Verwaltungspolizei, § 105 Abs. 1 PolG), jedoch nicht, wenn der Polizeivollzugsdienst („Polizeibeamte in Uniform oder ziviler Kleidung“) die Gefahr effektiver abwehren kann (§ 105 Abs. 2 PolG).
Konkurrierend sind beide, Behörde und Vollzugsdienst, nach § 105 Abs. 3 PolG gleichzeitig zuständig für die Aufgaben nach den dort genannten Paragraphen.
Weiterhin kann die Polizeibehörde dem Vollzugsdienst Weisungen erteilen (§ 119 Abs. 1 PolG) und er muss auch auf Ersuche von Behörden und Gerichten Vollzugshilfe leisten, soweit hierfür die besonderen Fähigkeiten, Kenntnisse oder Mittel des Polizeivollzugsdienstes benötigt werden (§ 105 Abs. 4 PolG).

### Rechtsgrundlagen
Die Polizei des Landes Baden-Württemberg ist, wie jede Polizei in Deutschland ebenfalls, ein Teil der Exekutive, genauer gesagt, der Eingriffsverwaltung. Deshalb bedarf jedes polizeiliches Handeln, nach dem „Grundsatz des Vorbehaltes des Gesetzes“ aus Art. 20 Abs. 3 GG, stets einer Rechtsgrundlage, der sogenannten Ermächtigungsgrundlage (im Gegensatz zur Leistungsverwaltung, dort heißt sie Anspruchsgrundlage).
Allgemeine Rechtsgrundlagen lassen sich im Polizeigesetz Baden-Württemberg (PolG) finden. Doch bestehen für sie weitere besondere Rechtsgrundlagen durch Polizeiverordnungen des Landes Baden-Württemberg (§§ 10 bis 18 PolG), aber auch zum Beispiel durch Bundesrecht in der Straßenverkehrsordnung (StVO) in Verbindung mit dem Straßenverkehrsgesetz (StVG).
Rechtsgrundlagen für die Strafverfolgung stehen in der Strafprozessordnung (StPO) und für Ordnungswidrigkeiten im Gesetz über Ordnungswidrigkeiten (OwiG).
Es gelten immer die besonderen (speziellen) vor den allgemeinen (generellen) Gesetzen (Lex specialis derogat lex generalis). Deshalb muss die Polizei zunächst Ermächtigungsgrundlagen aus besonderen Normen anwenden (zum Beispiel StVO), kommt dann zu den Standardmaßnahmen im Polizeigesetz (§§ 27 bis 62 PolG), bis sie schließlich auf die polizeiliche Generalklausel zurückgreifen darf (§ 3 i. V. m. § 1 Abs. 1 Satz 1 PolG).
Ferner sorgt die Polizei in enger Kooperation mit der Judikative und den anderen Behörden für die Verbrechensprävention um bereits im Vorfeld mögliche Straftaten zu erkennen und zu verhindern. Zum Beispiel durch die Verkehrserziehung in der Schule, Stände auf Messen und Veranstaltungen und auch durch persönliche Gespräche.

## Personal
2011 waren insgesamt rund 30.182 Mitarbeiter für die Polizei Baden-Württemberg tätig, davon 4.438 Beschäftigte in der Verwaltung, 23.936 ausgebildete Polizeibeamte und 1.781 Polizeibeamte in Ausbildung. Bei der Schutzpolizei versehen 19.587 Beamte ihren Dienst, bei der Kriminalpolizei etwa 4.376 Beamte. Außerdem gehören dem freiwilligen Polizeidienst, der Teil des Polizeivollzugsdienstes ist und von den Polizeipräsidien aufgestellt wird, 744 Freiwillige an. Die baden-württembergische Polizei hat die niedrigste Personalstärke in Deutschland. Im Jahr 2019 kamen auf einen Polizisten 453 Einwohner.  Im Jahr 2020 waren rund 34.000 Mitarbeiter für Polizei Baden-Württemberg tätig, davon ca. 28.500 Polizeibeamte.

### Laufbahnen
Gemäß der Polizei-Laufbahnverordnung der Polizei Baden-Württemberg bestehen die Laufbahngruppen des mittleren, des gehobenen und des höheren Dienstes und die Sonderlaufbahnen des gehobenen Dienstes der Wirtschaftskriminalisten und der Cyberkriminalisten.

### Ausbildung
Um eine Ausbildung bei der Polizei Baden-Württemberg beginnen zu können, müssen die Bewerber die folgenden Grundvoraussetzungen erfüllen:
- Körpergröße mindestens 160 cm (Ausnahmen sind möglich),[27]
- Body-Mass-Index (BMI) zwischen 18 und 27,5,
- deutsche Staatsbürgerschaft (Ausnahmen nach festgelegtem Staatenkatalog sind möglich),
- Deutsches Sportabzeichen in Bronze (aber: Laufleistung Langstrecke in Silber),[28]
- Nachweis der Schwimmfähigkeit.

Bewerber für eine Ausbildung zum Beamten im mittleren Polizeivollzugsdienst müssen zudem zwischen 16,5 und 32 Jahre alt sein und mindestens über einen mittleren Bildungsabschluss (Realschulabschluss) mit der Durchschnittsnote 3,2 verfügen. Außerdem müssen die Interessenten einen schriftlichen Auswahltest und ein Auswahlgespräch absolvieren. Die Ausbildung für den mittleren Polizeivollzugsdienst – der Vorbereitungsdienst – dauert insgesamt 30 Monate und ist in mehrere praktische und theoretische Ausbildungsabschnitte gegliedert. Die Ausbildung findet an den Standorten Biberach, Bruchsal, Herrenberg, Wertheim und Lahr statt. Nach bestandener Laufbahnprüfung können die Anwärter als Polizeiobermeister (POM) in ein Beamtenverhältnis übernommen werden.
Zusätzliche Einstellungsvoraussetzungen für eine Ausbildung zum Beamten im gehobenen Polizeivollzugsdienst sind das Abitur oder eine Fachhochschulreife mit einer Durchschnittsnote von mindestens 3,0 sowie ein Alter von höchstens 33 Jahren bei Ausbildungsbeginn. Die Ausbildung für den gehobenen Dienst als Polizeikommissaranwärter (sog. Direkteinstieg in den gehobenen Dienst) dauert insgesamt 45 Monate. Im Anschluss an eine 9-monatige Vorausbildung folgt das dreijährige duale Bachelorstudium an der Hochschule für Polizei Baden-Württemberg in Villingen-Schwenningen, im Rahmen dessen die Anwärter auch zwei jeweils 6-monatige Praktika im Polizeivollzugsdienst absolvieren. Mit erfolgreichem Abschluss des Studiums bekommen die Absolventen den akademischen Grad „Bachelor of Arts (B.A.) Polizeivollzugsdienst“ verliehen und können als Polizeioberkommissar (POK) in den Polizeivollzugsdienst übernommen werden. Neben dem Direkteinstieg in den gehobenen Dienst, können zudem auch berufserfahrene Beamte des mittleren Dienstes unter bestimmten Voraussetzungen für den Bachelorstudiengang an der Hochschule für Polizei zugelassen werden.
Der Vorbereitungsdienst für den gehobenen Dienst der Sonderlaufbahn des Wirtschaft- oder Cyberkriminalisten dauert ein Jahr. Voraussetzungen für die Zulassung sind abgeschlossene Studiengänge, die für die Bearbeitung von Wirtschaftsdelikten und Cybercrime geeignet sind und der Nachweis von drei Jahren Berufserfahrung. Die Ausbildung erfolgt am Standort Böblingen.
Der Aufstieg aus dem gehobenen in den höheren Dienst kann bei der Polizei Baden-Württemberg unter bestimmten Voraussetzungen nach der Absolvierung eines Auswahlverfahrens (Assessment-Center), das sich nach der Verwaltungsvorschrift des Innenministeriums über das Auswahlverfahren und die Zulassung von Polizeibeamten zum Aufstieg in den höheren Polizeivollzugsdienst richtet, erfolgen. Die Ausbildung findet in Form eines zweijährigen Masterstudiengangs statt, dessen erstes Jahr an der Hochschule für Polizei Baden-Württemberg und das zweite Jahr an der Deutschen Hochschule der Polizei in Münster absolviert wird. Die Studieninhalte reichen dabei von Einsatzlehre und Psychologie über Kriminalistik bis hin zur Führungslehre. Durch den erfolgreichen Abschluss des Studiums wird der akademische Grad „Master of Arts (M.A.) Öffentliche Verwaltung – Polizeimanagement“ erworben, der zum Einstieg in den höheren Dienst als Polizeirat (PR) berechtigt. Daneben ist auch ein Direkteinstieg in den höheren Polizeivollzugsdienst möglich, wenn die Befähigung zum Richteramt oder zum höheren allgemeinen Verwaltungsdienst vorhanden ist. Die Probezeit beträgt in diesem Fall drei Jahre.

## Organisation
Dem Innenministerium als Polizeidienststellen nachgeordnet sind die dreizehn regionalen Polizeipräsidien in Aalen, Freiburg im Breisgau, Heilbronn, Karlsruhe, Konstanz, Ludwigsburg, Mannheim, Offenburg, Reutlingen, Stuttgart, Pforzheim, Ravensburg und Ulm sowie die weiteren Präsidien Landespolizeipräsidium Baden-Württemberg, das Landeskriminalamt Baden-Württemberg und das Polizeipräsidium Einsatz. Als Einrichtungen der Polizei sind das Polizeipräsidium Technik, Logistik und Service der Polizei sowie die Hochschule für Polizei Baden-Württemberg dem Innenministerium Baden-Württemberg nachgeordnet.

### Innenministerium und Landespolizeipräsidium

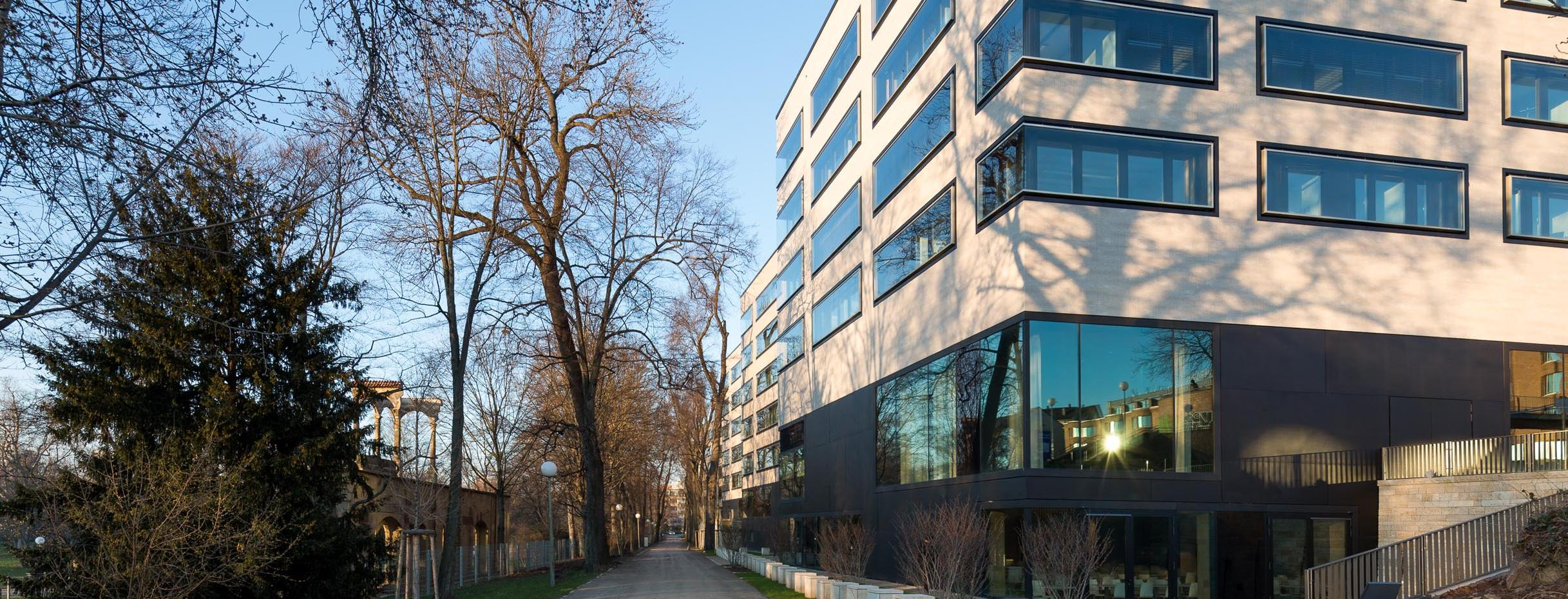
Innenministerium Baden-Württemberg

Oberste Führungsstelle und Aufsichtsbehörde der Polizei Baden-Württemberg ist das Ministerium für Inneres, Digitalisierung und Migration Baden-Württemberg mit Sitz in Stuttgart. Innerhalb des Innenministeriums wurde im Jahr 1978 speziell für die Aufgaben der Polizei die Abteilung 3, das Landespolizeipräsidium (LPP), eingerichtet. Das LPP ist mit Stand vom 22. Mai 2017 in die folgenden fünf Referate gegliedert:
- Referat 31 – Einsatz, Lagezentrum, Verkehr
- Referat 32 – Kriminalitätsbekämpfung, Prävention, Kriminologie
- Referat 33 – Personal- und Organisationsmanagement
- Referat 34 – Haushaltsmanagement, Technik und Liegenschaften
- Referat 35 – Recht, Grundsatz und Europäische Angelegenheiten

Das Landespolizeipräsidium darf sich, soweit dies für den landeseinheitlichen Einsatz oder die Aufgabenwahrnehmung notwendig ist, aller Einsatzkräfte und Einsatzmittel der Polizei Baden-Württemberg bedienen (vgl. § 77 Polizeigesetz Baden-Württemberg). Weitere Aufgaben des Landespolizeipräsidiums sind die Erstellung von Konzepten für die innere Sicherheit, die Koordinierung der Zusammenarbeit der Polizeidienststellen und -einrichtungen und die Führung der Dienst- und Fachaufsicht (vgl. §§ 72 und 73 Polizeigesetz Baden-Württemberg).
Das Landespolizeipräsidium wird vom Landespolizeipräsidenten geleitet. Der Inspekteur der Polizei (IdP) ist der ranghöchste Polizeivollzugsbeamte der Landespolizei und der ranghöchste uniformierte Beamte. Zu den Aufgaben des IdP gehören die Vertretung des Innenministeriums auf Bundesebene hinsichtlich Führung, Einsatz und Kriminalitätsbekämpfung der Polizei und die Führung der Polizeikräfte bei landeseinheitlichen Einsätzen. Landespolizeipräsidentin der Polizei Baden-Württemberg ist seit Januar 2020 Stefanie Hinz. Inspekteur der Polizei ist seit November 2020 Andreas Renner. Er ist seit dem 23. November 2021 wegen des Verdachts der sexuellen Belästigung vom Dienst suspendiert.
Das Referat 32 (Kriminalitätsbekämpfung, Prävention, Kriminologie) des LPP wird vom Landeskriminaldirektor geleitet. Er ist der ranghöchste Kriminalbeamte des Landes und übt die Aufsicht über die Kriminalpolizei aus. Ferner ist er für die internationale Zusammenarbeit in der Kriminalitätsbekämpfung zuständig. Landeskriminaldirektor ist Klaus Ziwey.
Beim Innenministerium ist auch die Polizeistiftung Baden-Württemberg eingerichtet. Diese ist jedoch nicht Teil der Polizei, sondern eine Stiftung bürgerlichen Rechts.
| Name                           | Beginn der Berufung | Ende der Berufung  |
| ------------------------------ | ------------------- | ------------------ |
| Ernst Heubach (1897–1978)      | 30. März 1953       | 30. November 1963  |
| – ? –                          | – ? –               | – ? –              |
| Alfred Stümper (* 1935)        | 1971                | 30. Juni 1990      |
| Erwin Hetger (* 1944)          | 4. Juli 1990        | 30. Juni 2009      |
| Wolf-Dietrich Hammann (* 1955) | 1. Juli 2009        | 30. September 2013 |
| Gerhard Klotter (* 1955)       | 1. Oktober 2013     | 1. Januar 2020     |
| Stefanie Hinz (* 1972)         | 1. Januar 2020      | – im Amt –         |

### Regionale Polizeipräsidien

Polizeipräsidien in Baden-Württemberg seit 2020

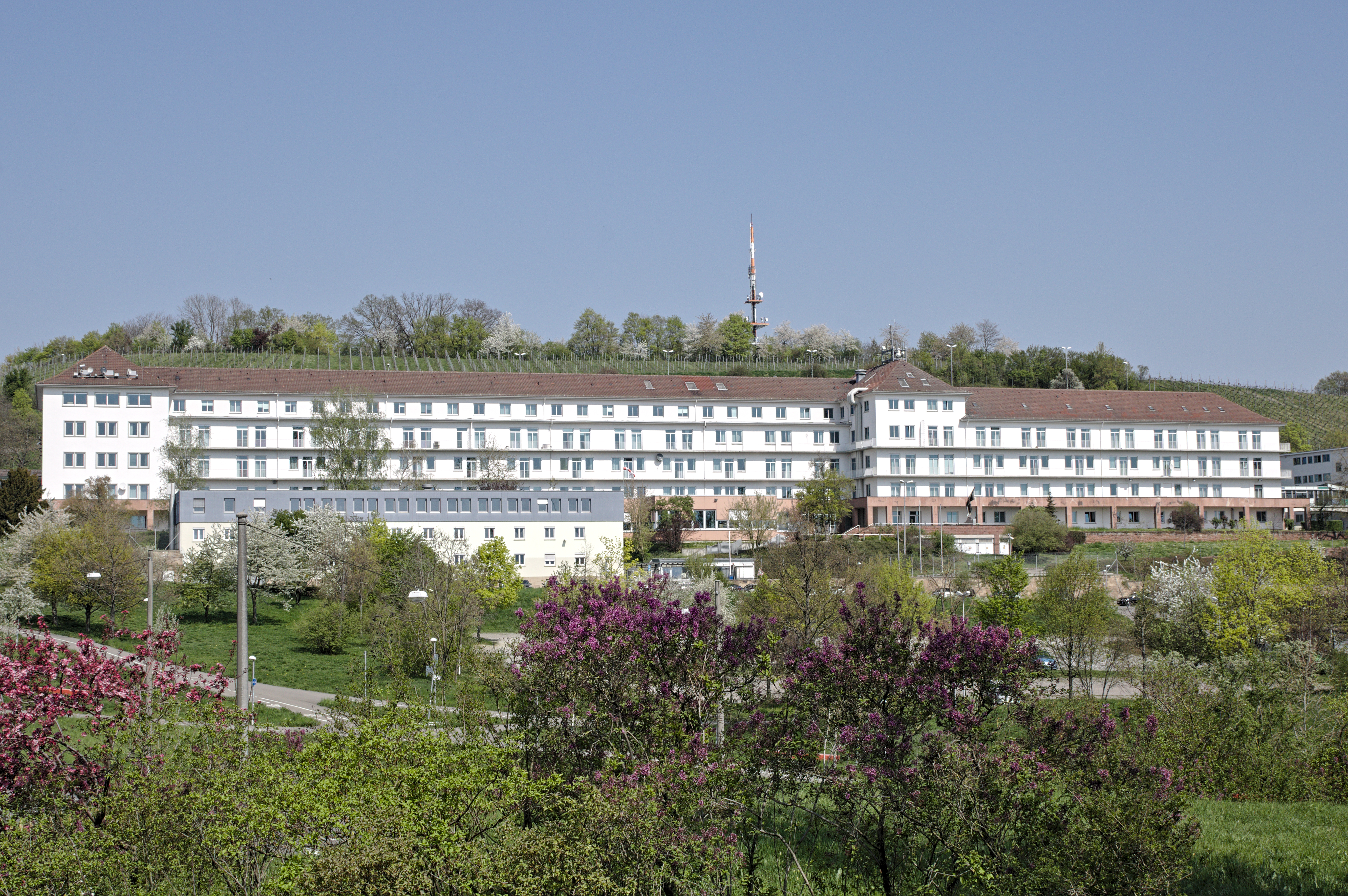
Dienstgebäude des Polizeipräsidiums Stuttgart

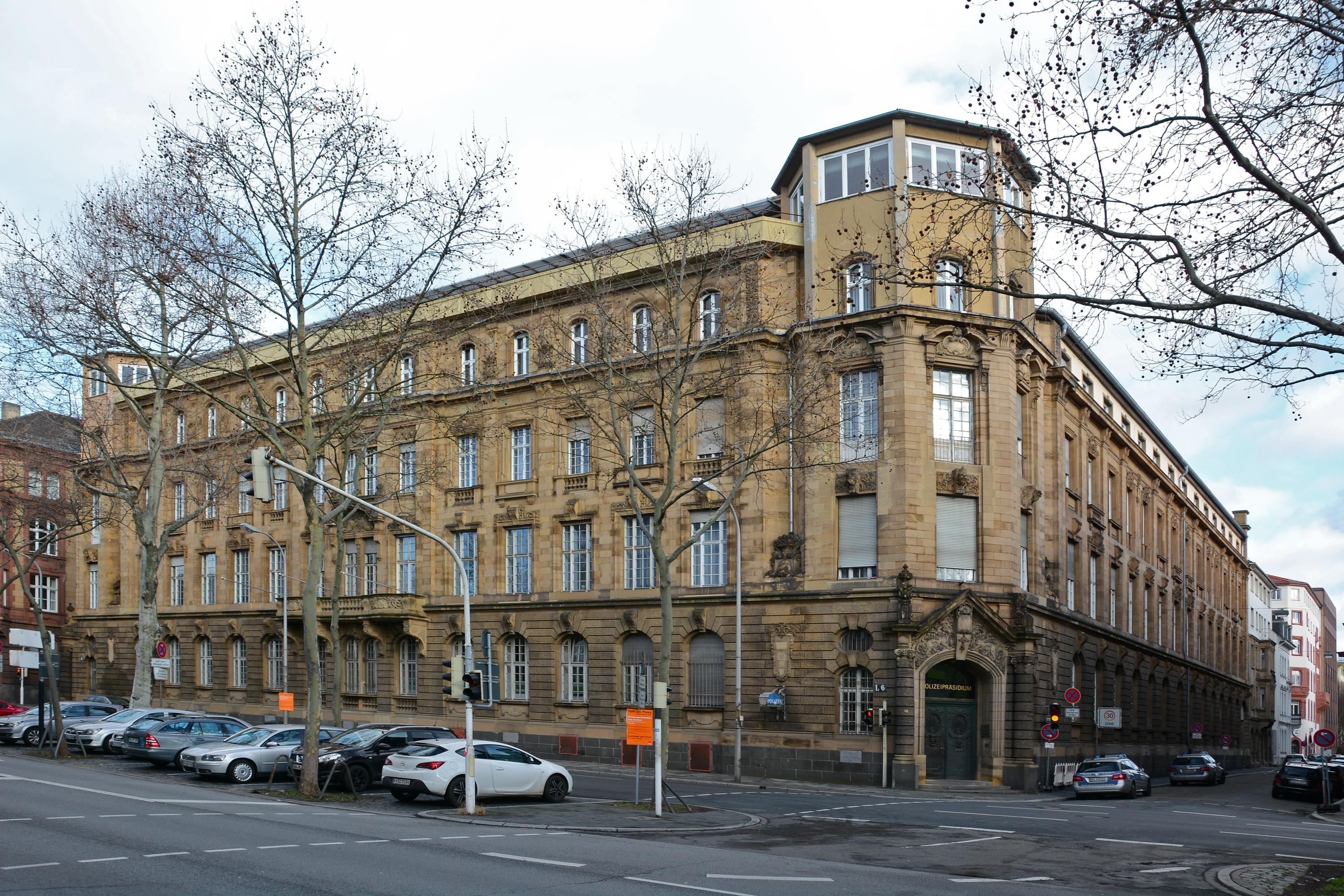
Hauptdienstgebäude des Polizeipräsidiums Mannheim

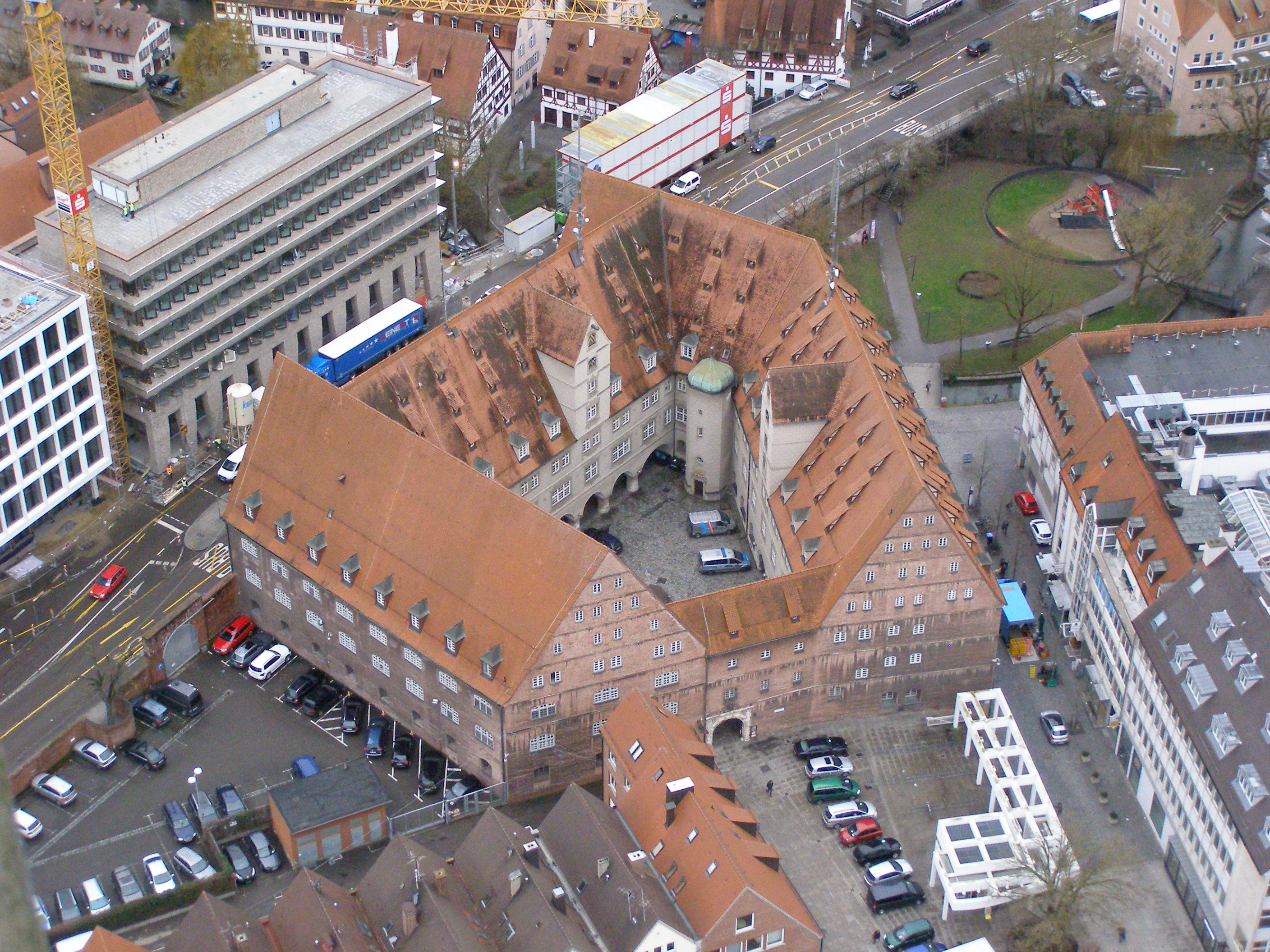
Dienstgebäude des Polizeipräsidiums Ulm („Neuer Bau“)

Dem Innenministerium nachgeordnet sind 13 regionale Polizeipräsidien (PP) unter Leitung jeweils eines Polizeipräsidenten. Jedes Polizeipräsidium ist für die Betreuung eines oder mehrerer Land- bzw. Stadtkreise verantwortlich. Im Einzelnen existieren die folgenden Polizeipräsidien:
- Polizeipräsidium Aalen (Ostalbkreis, Rems-Murr-Kreis und Landkreis Schwäbisch Hall)[50]
- Polizeipräsidium Freiburg (Stadtkreis Freiburg, Landkreise Breisgau-Hochschwarzwald, Emmendingen, Lörrach und Waldshut)[51]
- Polizeipräsidium Heilbronn (Hohenlohekreis, Main-Tauber-Kreis, Neckar-Odenwald-Kreis, Stadtkreis Heilbronn und Landkreis Heilbronn)[52]
- Polizeipräsidium Karlsruhe (Stadtkreis Karlsruhe, Landkreis Karlsruhe)[53]
- Polizeipräsidium Konstanz (Landkreis Tuttlingen, Schwarzwald-Baar-Kreis, Landkreis Konstanz, Landkreis Rottweil)[54]
- Polizeipräsidium Ludwigsburg (Landkreise Böblingen und Ludwigsburg)[55]
- Polizeipräsidium Mannheim (Stadtkreise Mannheim und Heidelberg sowie der Rhein-Neckar-Kreis)[56]
- Polizeipräsidium Offenburg (Stadtkreis Baden-Baden, Ortenaukreis und Landkreis Rastatt)[57]
- Polizeipräsidium Reutlingen (Landkreise Esslingen, Reutlingen, Tübingen und Zollernalb)[58]
- Polizeipräsidium Stuttgart (Landeshauptstadt Stuttgart)[59]
- Polizeipräsidium Pforzheim (Stadtkreis Pforzheim, Landkreise Enzkreis, Freudenstadt und Calw)
- Polizeipräsidium Ravensburg (Kreis Ravensburg und Sigmaringen, sowie der Bodenseekreis)
- Polizeipräsidium Ulm (Stadtkreis Ulm, Alb-Donau-Kreis, Landkreise Biberach, Göppingen und Heidenheim)[60]

Die regionalen Polizeipräsidien – der Name gibt den Sitz an – gliedern sich in den Leitungsbereich, die Schutzpolizeidirektion und der Kriminalpolizeidirektion. Der Leitungsbereich besteht aus dem Polizeipräsidenten, den Stabsstellen Öffentlichkeitsarbeit, Strategisches Controlling und Qualitätsmanagement sowie dem Führungs- und Einsatzstab, dem Referat Prävention und der Verwaltung.
Die Schutzpolizeidirektion befindet sich am Sitz des regionalen Polizeipräsidiums. Nachgeordnet sind die Polizeireviere (Prev) mit den Polizeiposten (Pp) oder Polizeirevierstationen, die Verkehrspolizeiinspektion (VPI) mit Verkehrskommissariaten, die Polizeihundeführerstaffel, der Arbeitsbereich Gewerbe und Umwelt und optional die Einheiten Objektschutz, Polizeigewahrsam und Einsatzeinheit.
Die Kriminalpolizeidirektion (KPDir) kann sich am Sitz des Polizeipräsidiums befinden, ist in der Regel jedoch disloziert untergebracht. Die Kriminalpolizei übt die regionale Fachaufsicht über die Kriminalitätsbekämpfung aus. Eingerichtet sind acht verrichtungsorientierte Kriminalinspektionen (K) sowie objektorientierte Kriminalkommissariate (KK). Vorgegeben sind folgende Kriminalinspektionen:
- Kriminalinspektion 1 – Kapitaldelikte, Sexualdelikte, Amtsdelikte
- Kriminalinspektion 2 – Raub, Eigentums- und jugendspezifische Kriminalität, Zentrale Integrierte Auswertung
- Kriminalinspektion 3 – Wirtschaftskriminalität, Korruption, Umweltdelikte
- Kriminalinspektion 4 – Organisierte Kriminalität und Rauschgiftkriminalität
- Kriminalinspektion 5 – Cybercrime und Digitale Spuren
- Kriminalinspektion 6 – Staatsschutz
- Kriminalinspektion 7 – Einsatz- und Ermittlungsunterstützung, Kriminaldauerdienst, Datenstation
- Kriminalinspektion 8 – Kriminaltechnik

Die Aufgaben der Kriminalpolizei in Baden-Württemberg ergeben sich aus der Durchführungsverordnung zum Polizeigesetz (§ 23 DVO PolG) und der Verwaltungsvorschrift des Innenministeriums zur Aufgabenwahrnehmung bei der Kriminalitätsbekämpfung (VwV Aufgabenwahrnehmung).

### Landeskriminalamt

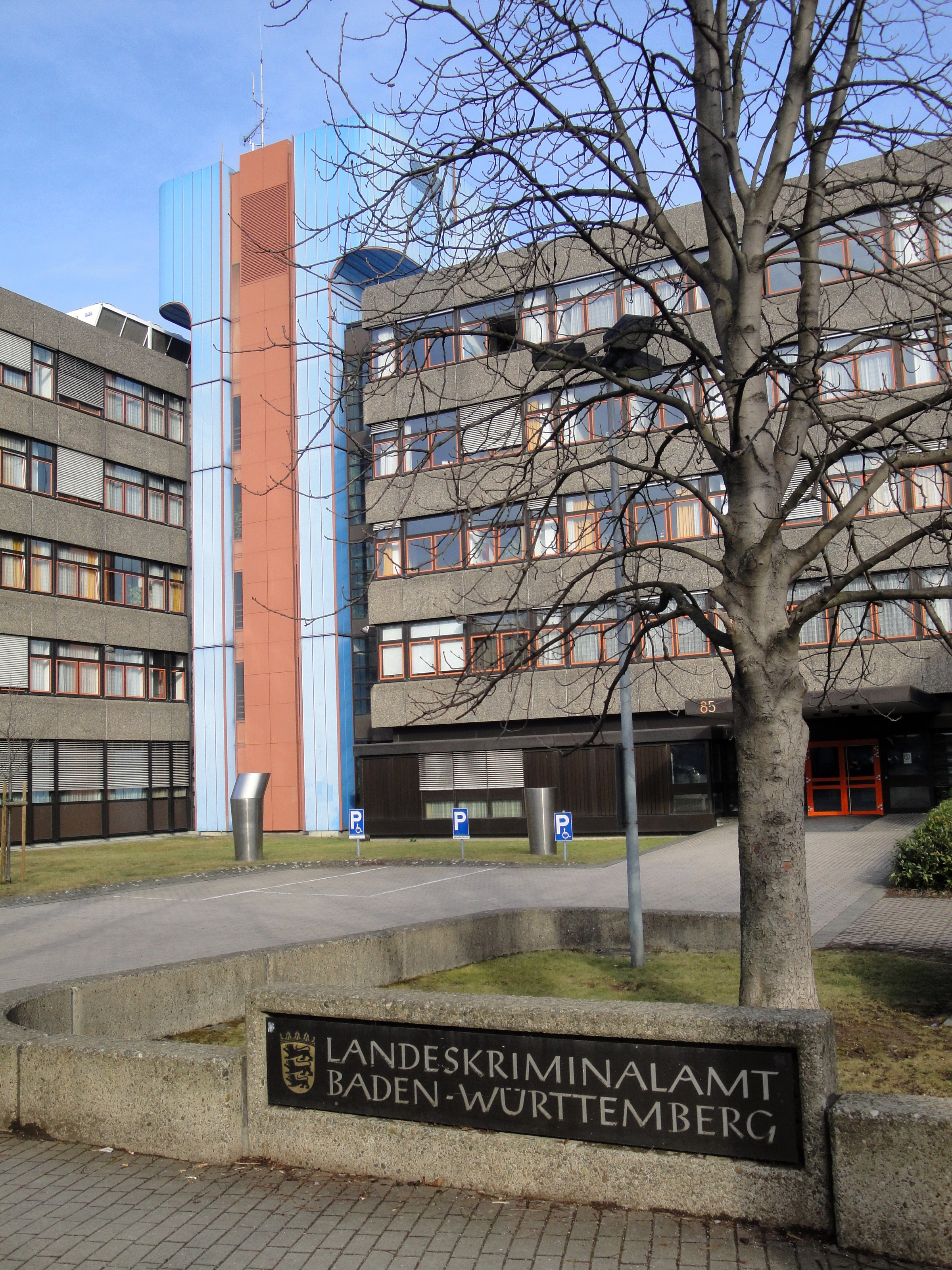
Dienstgebäude des Landeskriminalamts Baden-Württemberg

Das Landeskriminalamt Baden-Württemberg übt neben dem Innenministerium die landesweite Fachaufsicht über die Kriminalitätsbekämpfung aus. Geleitet wird die Behörde von Präsident Andreas Stenger. Neben der Stabsstelle mit den Stabsbereichen Grundsatz/Gremien/Geheimschutz, Sicherheitsforschung und IT-Fachkoordination/IT-Land sind dem Präsidenten die Referate Strategisches Controlling/Qualitätsmanagement, Öffentlichkeitsarbeit und Prävention unmittelbar nachgeordnet. Das Landeskriminalamt gliedert sich daneben in sieben Fachabteilungen (Zentrale Dienste, Kriminaltechnisches Institut, Wirtschafts- und Umweltkriminalität, Organisierte Kriminalität und Rauschgiftkriminalität, Cybercrime und Digitale Spuren, Staatsschutz sowie Einsatz- und Ermittlungsunterstützung).

### Polizeipräsidium Einsatz

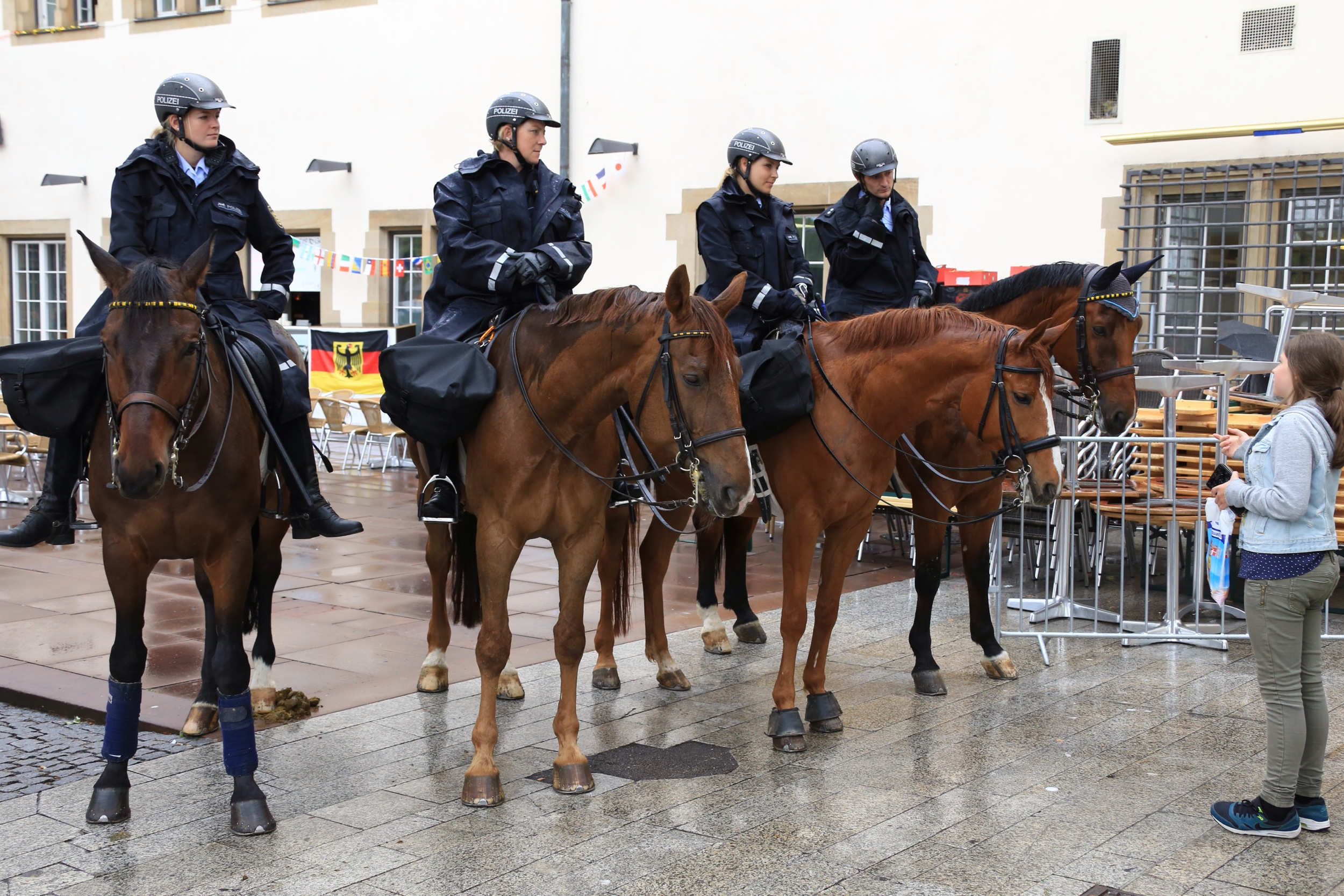
Beamte der Polizeireiterstaffel Stuttgart

Das Polizeipräsidium Einsatz mit Hauptsitz in Göppingen und unter der Leitung von Polizeipräsident Ralf Papcke vereint seit 2014 die Spezialkräfte und Spezialeinheiten der Polizei Baden-Württemberg unter einem gemeinsamen Dach. Das Präsidium hat die Aufgabe, die dreizehn regionalen Polizeipräsidien, das Landeskriminalamt und – auf Anordnung des Innenministeriums – auch die Polizeien anderer Bundesländer bei besonderen Einsatzlagen zu Wasser, zu Lande und aus der Luft zu unterstützen. Neben dem Leitungsbereich, der aus dem Polizeipräsidenten, den Stabsstellen Öffentlichkeitsarbeit, Controlling und Qualitätsmanagement, der Verwaltung und dem Führungs- und Einsatzstab umfasst das Polizeipräsidium Einsatz die folgenden operativen Einheiten:
- die Bereitschaftspolizeidirektion Bruchsal mit Führungsgruppe, drei Einsatzabteilungen, einer Technischen Einsatzeinheit (TEE) und der Polizeireiterstaffel Mannheim,
- die Bereitschaftspolizeidirektion Göppingen mit Führungsgruppe, drei Einsatzabteilungen, einer Technischen Einsatzeinheit (TEE) und der Polizeireiterstaffel Stuttgart,
- die Direktion Spezialeinheiten in Göppingen mit Führungsgruppe, dem Spezialeinsatzkommando (SEK), den vier Mobilen Einsatzkommandos (MEK), dem Technikzentrum Spezialeinheiten und dem Personenschutz,
- die Polizeihubschrauberstaffel Flughafen Stuttgart mit einer Außenstelle am Baden-Airpark bei Rheinmünster-Söllingen,
- die Wasserschutzpolizeidirektion in Bruchsal mit Führungsgruppe und Wasserschutzpolizeistationen in Friedrichshafen, Heidelberg, Heilbronn, Karlsruhe, Kehl, Konstanz, Mannheim, Stuttgart und Überlingen.

### Hochschule für Polizei
Die Hochschule für Polizei Baden-Württemberg ist der polizeiliche Bildungsträger der Polizei Baden-Württemberg unter der Leitung des Präsidenten Martin Schatz. Neben den vier Fakultäten ist dem Präsidenten das Institut für Fortbildung mit dem zentralen Standort in Böblingen, das Institut für Ausbildung und Training mit den Standorten Biberach an der Riß und Lahr, der Präsidialstab sowie das Institut für Management und Personalgewinnung nachgeordnet.

### Präsidium Technik, Logistik, Service der Polizei
Das Präsidium Technik, Logistik, Service der Polizei (PTLS Pol) ist der zentrale Dienstleister der Landespolizei Baden-Württemberg und wird vom Präsidenten Thomas Berger geleitet. Dem Präsidenten nachgeordnet sind der Präsidialstab, die Stabsstelle IT-Sicherheit, die Abteilungen Grundsatz/Verwaltung, Informationstechnik, Kommunikationstechnik, Einsatztechnik und Polizeiärztlicher Dienst/Sanitätsdienst/Arbeitssicherheit. Dem Präsidialstab ist das Landespolizeiorchester Baden-Württemberg zugeordnet. Das PTLS Pol ist daneben zuständige Stelle für die Notrufverkehrslenkung der nationalen Notrufnummer 110 in Baden-Württemberg. Beim PTLS Pol angesiedelt ist außerdem die Autorisierte Stelle für den Digitalfunk BOS und die Koordinierende Stelle für den Digitalfunk BOS. Letztere bündelt die Interessen aller BOS in Baden-Württemberg mit Blick auf die Gremienarbeit von Bund und Ländern in Bezug auf den Digitalfunk.
Zum PTLS Pol gehört auch die Landesadministration des Einsatzleitsystems der Polizei. Die Einrichtung leistet damit einen erheblichen Beitrag zur Sicherstellung der Betriebsfähigkeit der polizeilichen Führungs- und Lagezentren der Landespolizei.

## Uniform
2007 beschloss der Ministerrat die Umstellung von den alten grünen auf blaue Uniformen. Seit dem 1. Juli 2008 wurden bei einigen Dienststellen zum Teil die neuen Uniformen, so beispielsweise bei der Polizei im Hohenlohekreis oder Neckar-Odenwald-Kreis, für Trageversuche ausgegeben. 2010/11 erfolgte die flächendeckende Umstellung.

## Dienstausweis

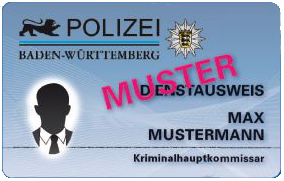
Dienstausweis seit 2011

Früher war der Polizeidienstausweis aus grünem Leinenpapier und aufklappbar. 2011 wurde ein neuer Ausweis im Scheckkartenformat eingeführt. Zusammen mit dem Farbwechsel der Polizei von grün zu blau ist auch der Ausweis in blau gehalten. Ein Hologramm in Sternform soll ihn fälschungssicher machen.

## Fahrzeuge
Insgesamt verfügt die Polizei Baden-Württemberg über 5.300 Fahrzeuge.

### Kraftfahrzeuge

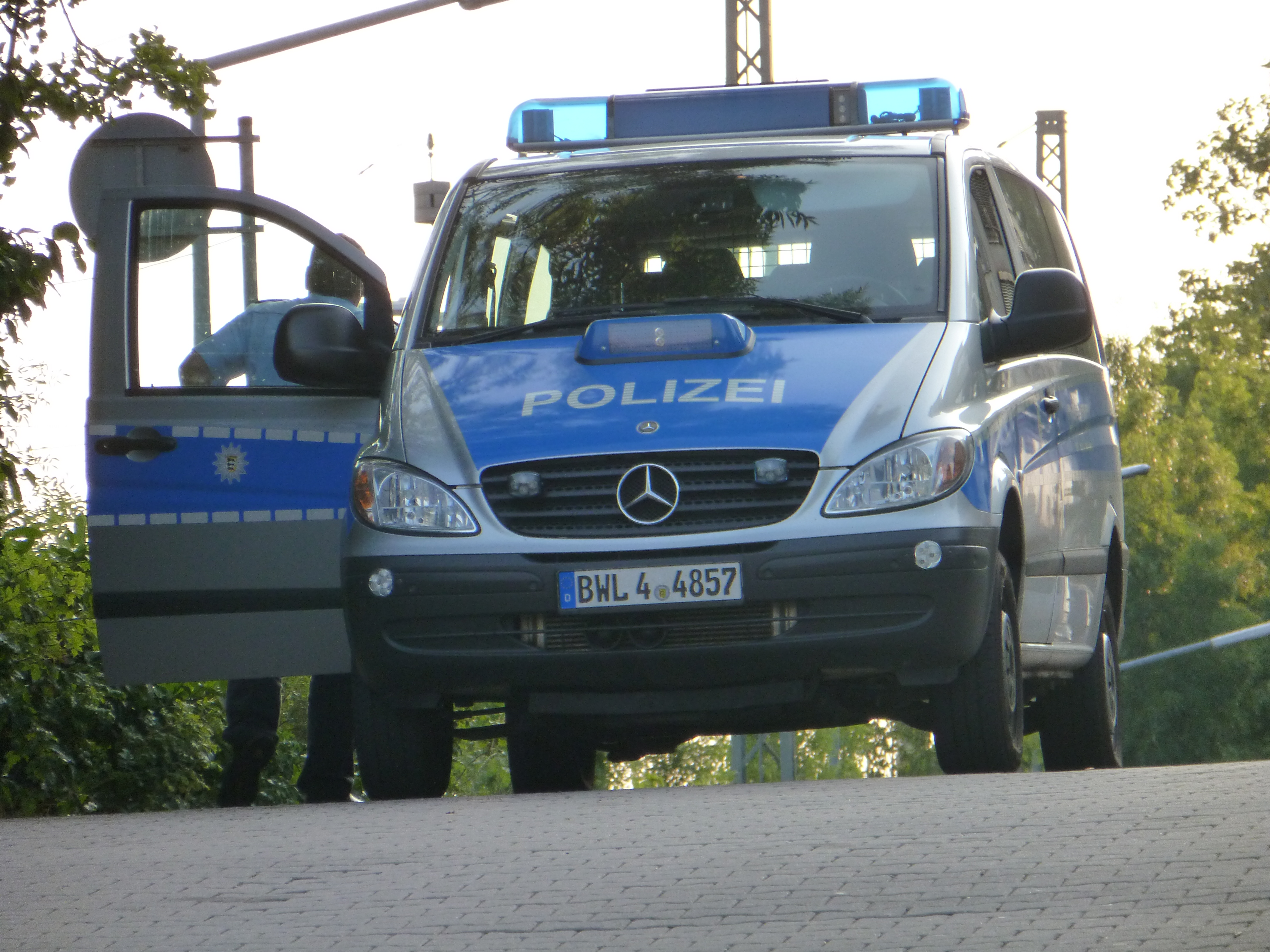
Mercedes-Benz Vito in blau-silberner Farbgebung

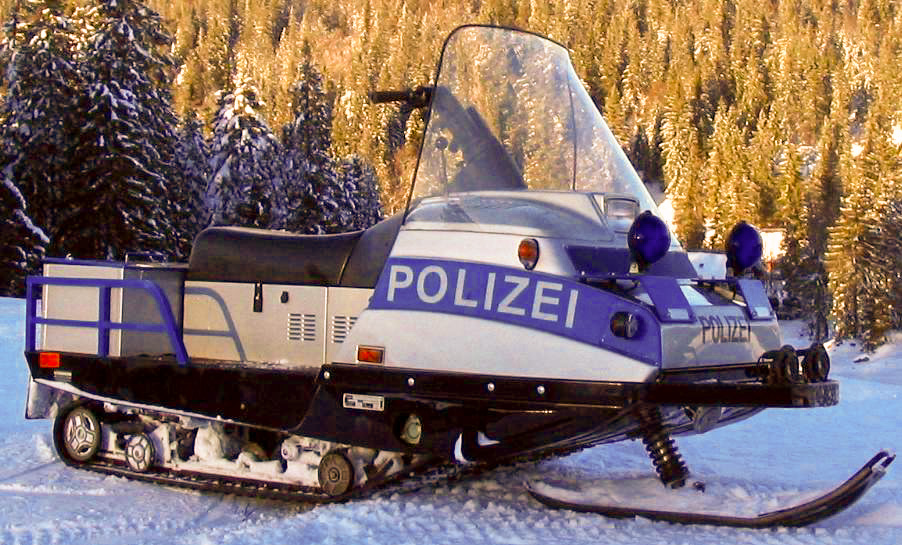
Schneemobil Ski Doo Alpin II der Polizeistation Lenzkirch auf dem Feldberg

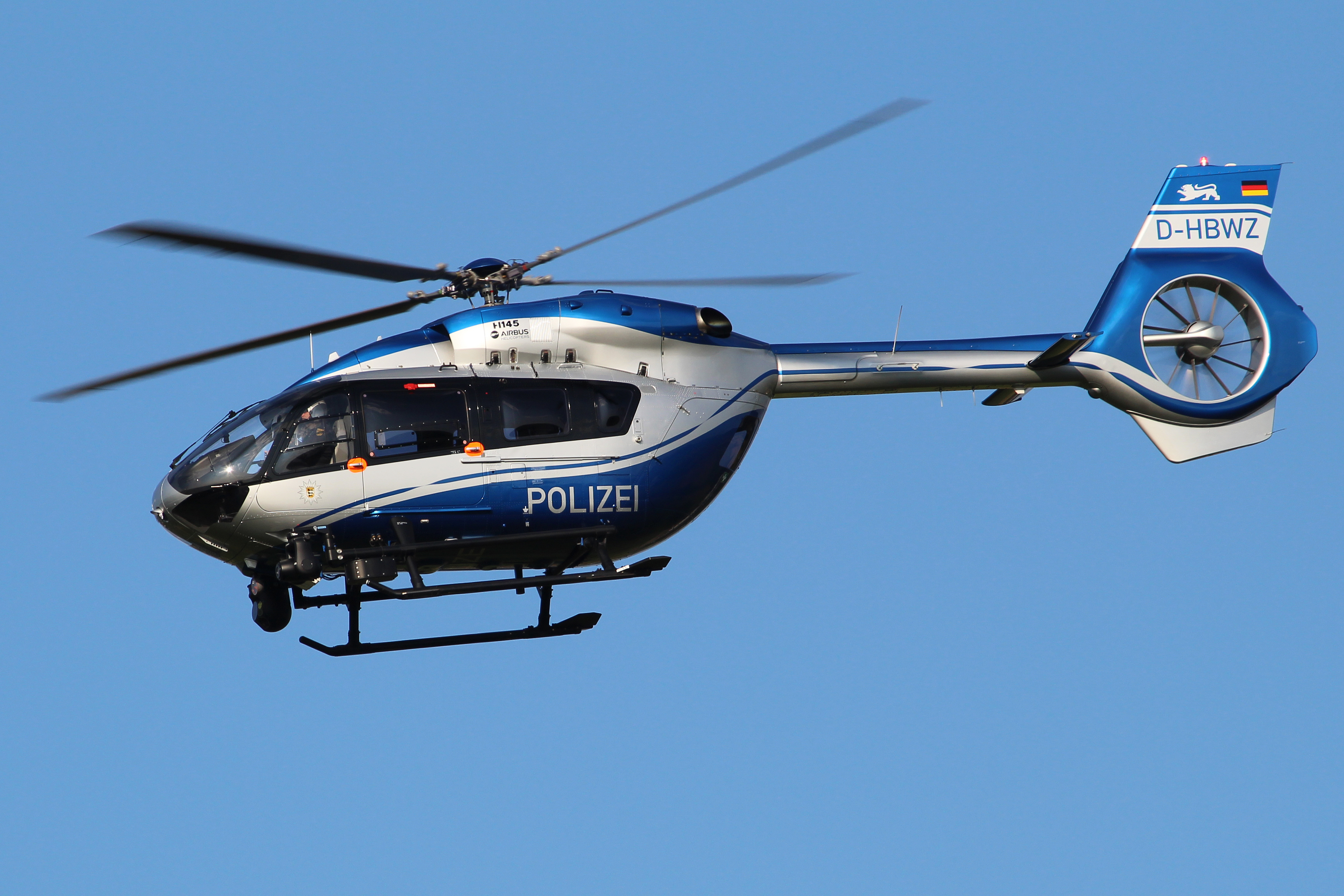
Airbus Helicopters H145 der Polizei Baden-Württemberg

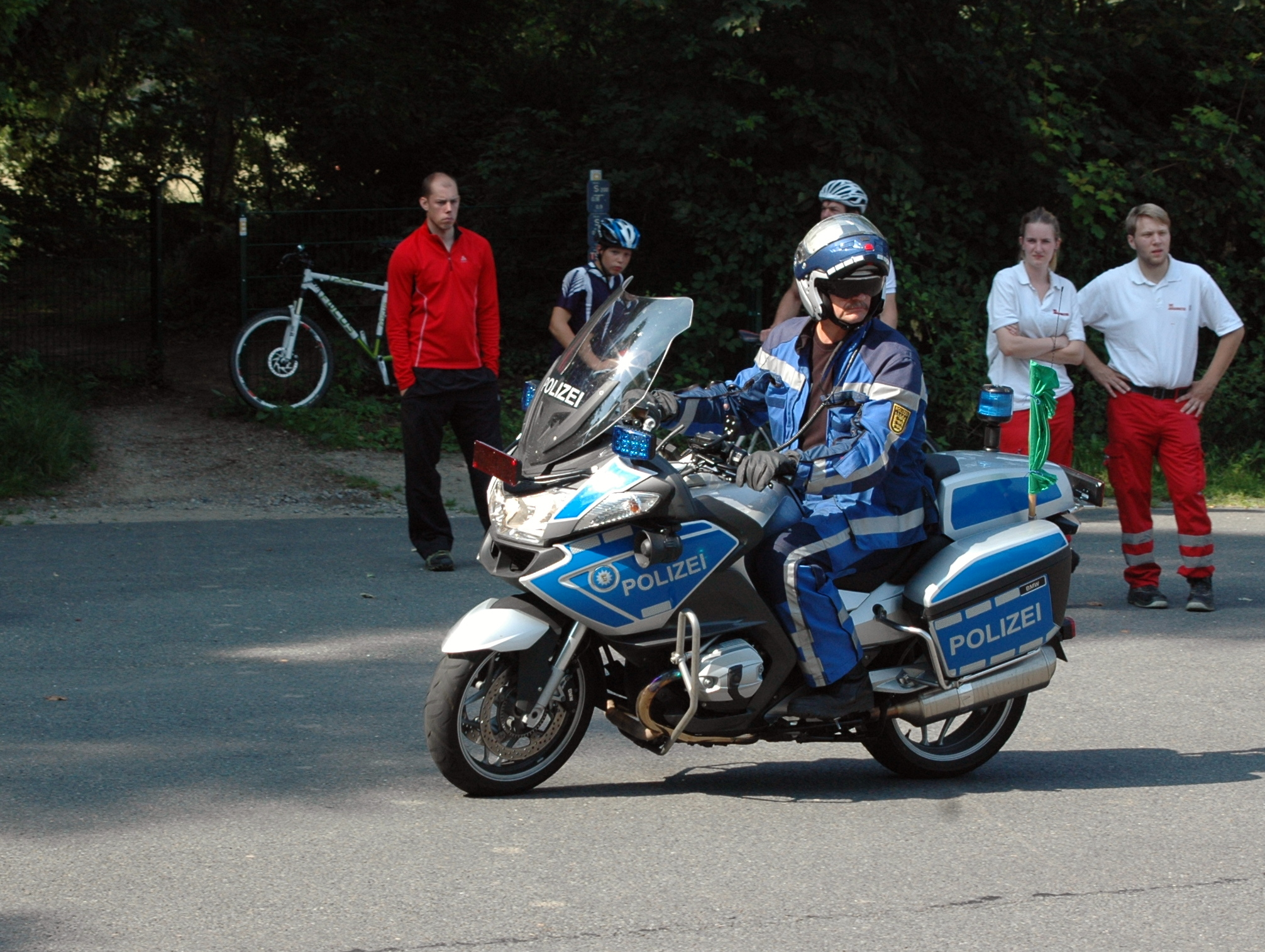
Polizei-Motorrad in Heidelberg

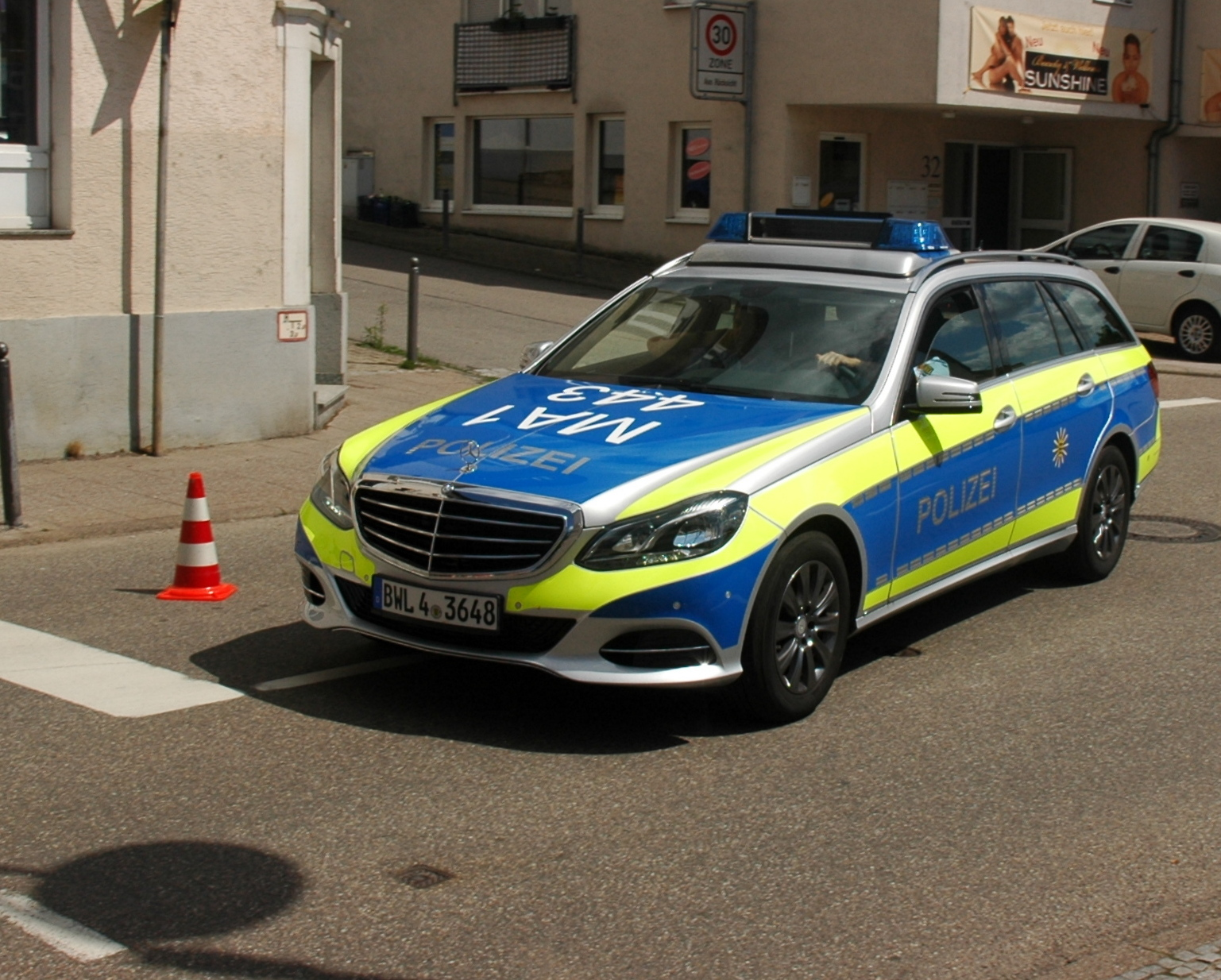
Polizei in Bammental

Seit 2011 werden insbesondere Zivilfahrzeuge und Streifenwagen von Mercedes-Benz und Volkswagen als Dienstfahrzeuge verwendet.
Beginnend Mitte 2010 wurden insgesamt 1038 Fahrzeuge, darunter 99 VW Golf und 17 VW Caddy in neutraler Lackierung sowie 922 Mercedes-Benz C-Klasse, davon 118 Streifenfahrzeuge, für 36 Monate geleast. In der zweiten Rate wurden 2011 insgesamt 1691 Fahrzeuge, darunter 1.094 Mercedes-Benz E 220 CDI -T- als Streifenwagen sowie 423 Mercedes-Benz C 220 CDI und 174 VW Golf Variant für 36 Monate geleast.
2012 wurden insgesamt 500 Fahrzeuge, darunter als Streifenwagen 319 Mercedes-Benz E-220 CDI -T-, 30 Transporter vom Typ Mercedes-Benz Vito 116 CD und 49 VW Passat Variant „4Motion“ sowie in neutraler Lackierung 81 Mercedes-Benz C 220 CDI und 27 VW Golf Variant für 36 Monate geleast.
2013 wurden weitere 850 Fahrzeuge, darunter 816 VW Golf und VW Passat in silberblauer und neutraler Lackierung sowie sieben VW T5 und 27 Mercedes-Benz Vito 113 CDI und Mercedes-Benz Sprinter 316 CDI für 36 Monate geleast.
Von den 175 Motorrädern der Polizei Baden-Württemberg werden als Streifenmotorräder 138 Maschinen des Typs BMW R 850 RT, BMW R 1150 RT und BMW R 1200 RT eingesetzt. Daneben verfügt die Polizei Baden-Württemberg über 27 neutrale Motorräder.
Die meisten Einsatzfahrzeuge der Bereitschaftspolizei sind bundeseinheitliche Fahrzeuge. Hier ist das Standardfahrzeug der moosgrün oder weiß/grün lackierte VW T4 häufig in der Version „syncro“ (Allradantrieb), der als Halbgruppenkraftwagen oder leichter Befehlskraftwagen verwendet wird. Ferner sind für diesen Zweck Ford Transit im Einsatz. Seit Ende 2008 wurden neue blau-weiße Mercedes-Benz Sprinter als Gruppenkraftwagen und blau-silberne VW Touran als Führungsfahrzeuge eingeführt. Ferner sind Gerätekraftwagen auf Mercedes-Benz 1017 in schwarzgrün und die bundeseinheitlichen Wasserwerfer 9000 auf Mercedes-Benz 2628 in Verwendung. Bei der Polizeihubschrauberstaffel wird ein Mercedes-Benz Atego als Tankwagen und ein Mercedes-Benz Sprinter als Vorauslöschfahrzeug eingesetzt. Die Bereitschaftspolizei besitzt auch Sonderwagen 4.
Beim Polizeiärztlichen Dienst wird neben Krankentransportwagen auf VW T4 synchro auch ein Rettungswagen auf Fiat Ducato mit Kofferaufbau eingesetzt.
Weiterhin verfügt die Polizei Baden-Württemberg über Sonder- und Spezialfahrzeuge wie Kraftomnibusse, Lastkraftwagen und einen Schneemobil Ski Doo Alpin II.
Mit dem Uniformwechsel erfolgt ein Farbwechsel der Polizeifahrzeuge von grün-silber auf blau-silber beziehungsweise blau-weiß. Die ersten blau-silbernen Streifenwagen wurden August 2008 übergeben.
Die Fahrzeuge der Polizei Baden-Württemberg werden einheitlich unter „BWL 4–XXXX“ zugelassen. „BWL“ steht für Baden-Württemberg Landesregierung. Die Ziffer „4“ steht für das Innenministerium. Das Regierungspräsidium Stuttgart verwendet die Ziffern 1000 bis 2999, das Regierungspräsidium Karlsruhe die 3000 bis 4999, das Polizeipräsidium Stuttgart die 5000 bis 5999, das Regierungspräsidium Freiburg die 6000 bis 6999, das Regierungspräsidium Tübingen die 7000 bis 7999, und die Bereitschaftspolizei 8000 bis 8999.

### Luftfahrzeuge
Die Hubschrauberstaffel der Polizei Baden-Württemberg ist am Flughafen Stuttgart stationiert mit einer Außenstelle am Flughafen Karlsruhe/Baden-Baden. Zu ihren Aufgaben zählen unter anderem die Suche nach Vermissten, die Fahndung nach Straftätern, die Umwelt- und Gewässerüberwachung, der Luftraumschutz und der Transport von Spezialkräften. Seit dem Jahr 2016 ist die Staffel mit sechs zweimotorigen Mehrzweckhubschraubern H145 von Airbus Helicopters ausgestattet, die für 60 Millionen Euro beschafft wurden. Sie ersetzen fünf Maschinen vom Typ McDonnell Douglas MD 902 Explorer und zwei Eurocopter EC 155, die zwischen 2001 und 2003 beschafft worden waren. Einer Forderung des Landesrechnungshofs entsprechend wird zur Reduzierung der Wartungskosten nur noch ein Typ genutzt.
Gegründet wurde die Staffel im Jahr 1965 mit Hubschraubern vom Typ Alouette II. Es folgten Bölkow Bo 105, Bell 212 und BK 117. Die Bell 212 wurde 1998 bei einer Bruchlandung am Flughafen Stuttgart beschädigt, bei der unter anderem der damalige Wirtschaftsminister Walter Döring Verletzungen erlitt. Eine Maschine des Typs MD 902 Explorer ging 2011 durch einen Absturz verloren.

### Boote

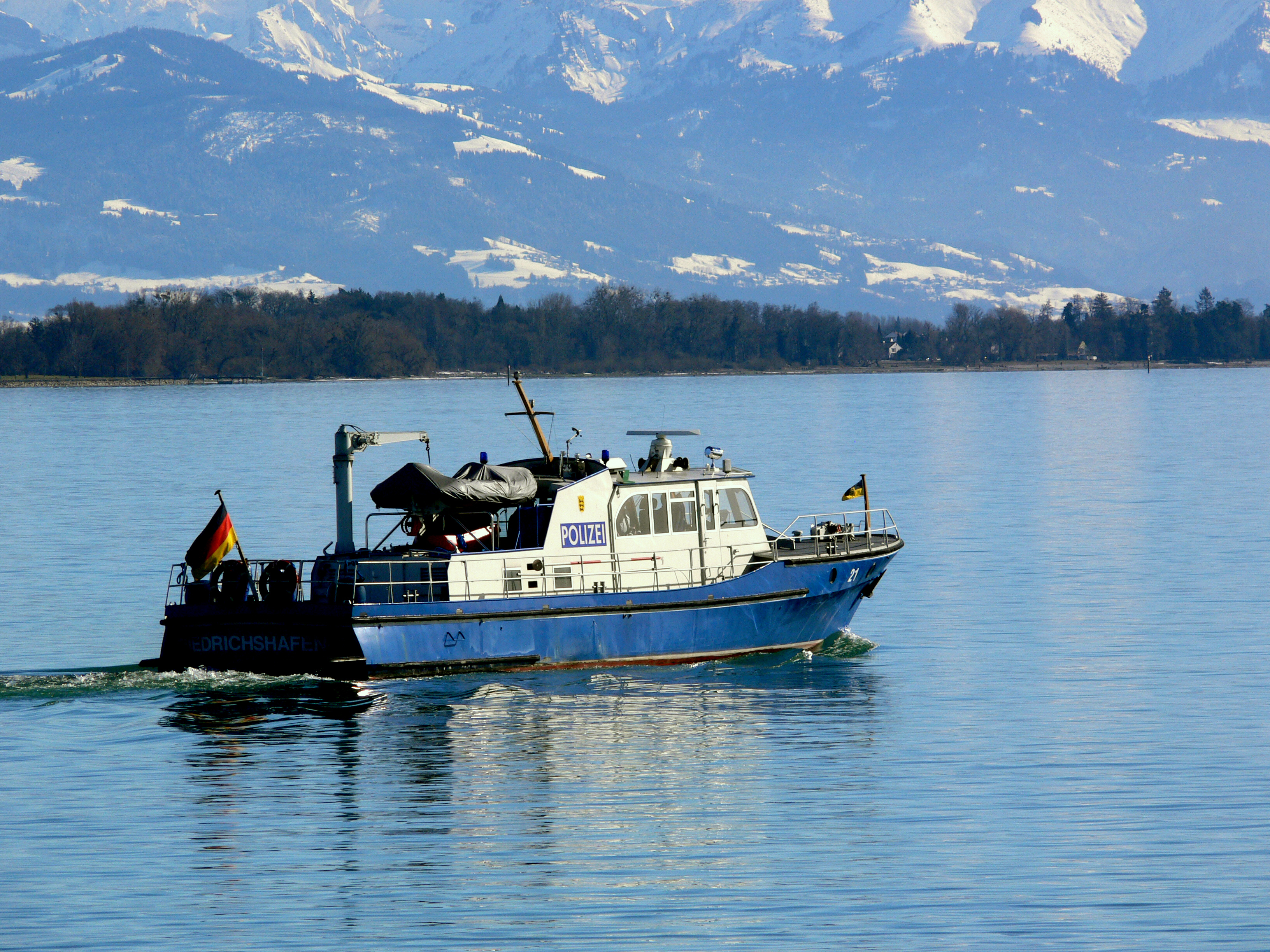
Wasserschutzpolizeiboot WSP 21 auf dem
Bodensee bei der Ausfahrt aus dem Hafen Friedrichshafen

Bei der Wasserschutzpolizei Baden-Württemberg werden insgesamt 16 schwere und 29 leichte Polizeiboote unterschiedlichen Typs eingesetzt.